# Санаров, Евгений Леонидович
Евгений Леонидович Санаров (2 сентября 1971) — советский и казахстанский конькобежец.

## Биография
На молодёжном чемпионате мира 1991 года занял десятое место.
В составе Объединённой команды участвовал в Олимпиаде 1992 года. На дистанции 5000 метров был восьмым, а на дистанции 10000 метров — десятым. А на чемпионате мира 1992 года становится 12-м.
В составе казахстанской команды на чемпионате мира 1993 года становится 8-м.
Участвовал в Олимпиаде 1994 года. На дистанции 5000 метров был 19-м, а на дистанции 10000 метров — 14-м.
Также принимал участие в чемпионате мира 1994 года (18-е место) и в чемпионате мира 1995 года (22-е место)
С Зимних Азиатских играх 1996 года привёз две бронзовые награды.
Трёхкратный (1993, 1995, 1996) чемпион Казахстана.